# 沈桂芬

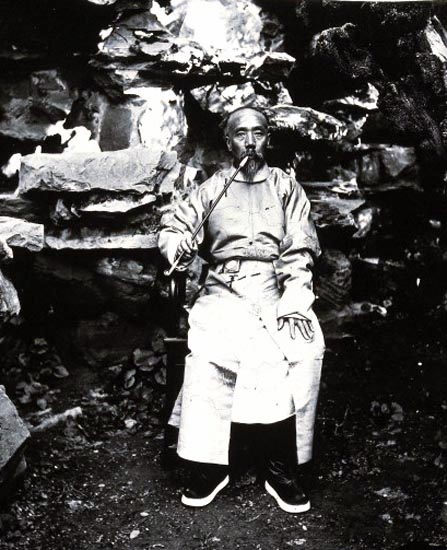
沈桂芬

沈 桂芬（しん けいふん、Shěn Guìfēn、1818年 - 1881年）は、清末の官僚。字は経笙または小山。江蘇省呉江県（現在の蘇州市）出身。
1847年、進士となり庶吉士に選ばれる。1863年、戸部左侍郎・山西巡撫代理となり、任地ではアヘン栽培を厳禁した。1867年に軍機大臣となり、1869年には総理各国事務衙門大臣となった。同期の進士に李鴻章・沈葆楨・郭嵩燾・馬新貽・何璟らがおり、相互に助け合って洋務運動を推進していった。沈桂芬は中央政府で洋務運動を推進した漢人の代表であった。梁啓超は「清朝で漢人が政権を掌握する嚆矢となった」と評している。沈桂芬はまた清廉なことでも知られていた。死後に文定の諡号を贈られた。